# برهنگی قهرمانانه

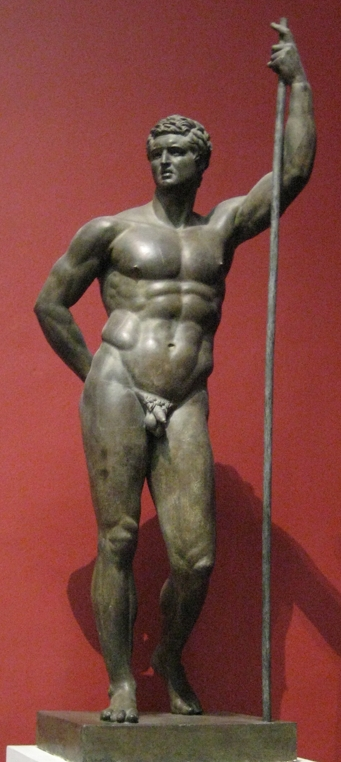
توضیحات: مجسمه یک شاهزاده یا سلسله بدون تاج، که به‌طور سنتی تصور می‌شود شاهزاده سلوکی است، شاید آتالوس دوم پرگامون.

برهنگی قهرمانانه (انگلیسی: Heroic nudity) مفهومی در مطالعات کلاسیک برای توصیف استفاده غیرواقع‌گرایانه از برهنگی در مجسمه‌سازی کلاسیک برای نشان دادن چهره‌هایی که ممکن است قهرمانان، خدایان یا نیمه موجودات الهی باشند.